# Stadionul St Andrew's
St Andrew's este stadionul clubului de fotbal Birmingham City FC.